# Universidad de Groninga

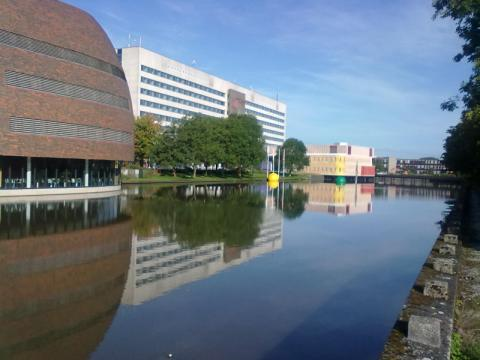
Campus de la Universidad de Groninga en Zernike

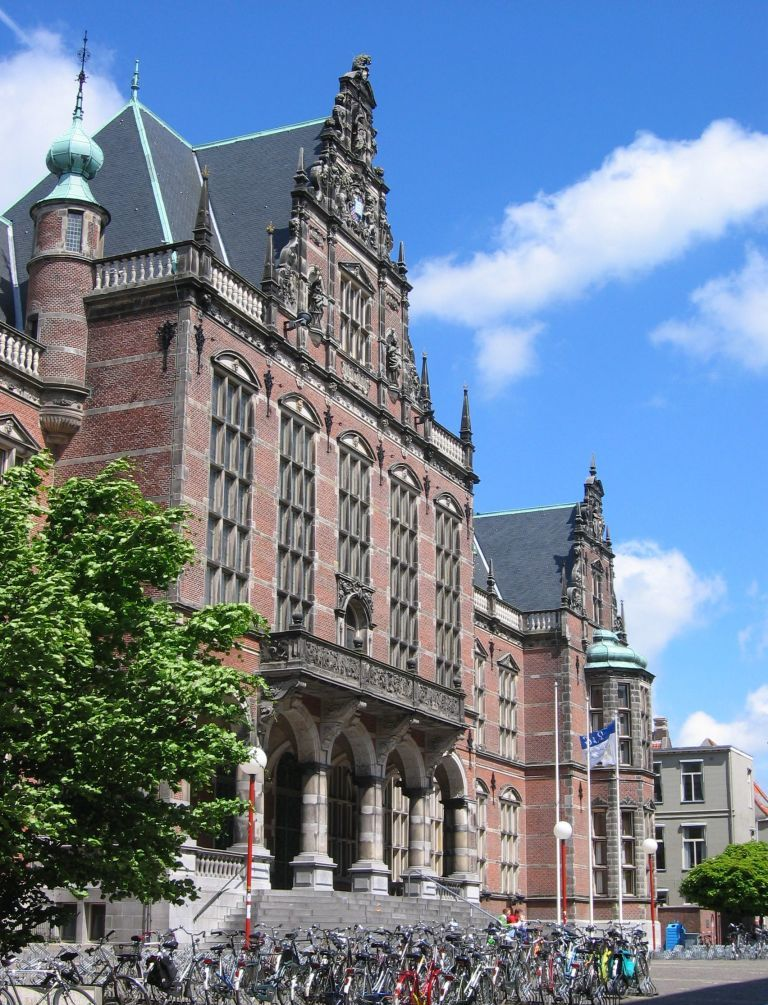
Fachada del edificio principal (Academiegebouw) de la Universidad de Groninga.

La Universidad de Groninga (en neerlandés: Rijksuniversiteit Groningen), ubicada en la ciudad de Groninga, fue fundada en 1614 y es una de las universidades mayores y más antiguas de los Países Bajos. La Universidad de Groninga tiene nueve facultades, nueve escuelas de postgrado, 27 centros e institutos de investigación, y más de 175 programas de licenciatura. Es miembro del Grupo Coimbra, y desde su fundación más de 100.000 estudiantes se han graduado en ella.

## Datos y cifras[1]
- 27.699 estudiantes
- 6213 estudiantes de primer año (10,3% de cuota del mercado neerlandés)
- 4897 empleados ETC (incluido el Hospital Médico de la Universidad de Groningen: UMCG)
- 413 profesores (incluyendo UMCG)
- 1500 estudiantes de doctorado (incluyendo UMCG)
- 58 titulaciones de licenciatura y 114 de máster
- 75 titulaciones de maestría de grado (de los cuales 10 programas de doble titulación) se imparten en inglés
- 8 titulaciones de licenciatura se imparten en inglés
- 16 másteres de investigación
- 10 facultades, nueve escuelas de postgrado
- 550 millones de euros anuales de presupuesto

La Universidad de Groninga se encuentra entre las tres mejores universidades de investigación europeas en los campos de: Ecología, Ciencias de los Materiales, Química y Astronomía. También existen grupos de investigación fuertes en: Nanociencia, Física, Biología Molecular, Microbiología, Ciencias Médicas, Neurociencias, Sociología, Filosofía, Teología, Arqueología y Bellas Artes. Cada año se editan más de 5.000 publicaciones de investigación y un promedio de 260 estudiantes de doctorado obtienen su título de Doctor.
- La Universidad de Groninga es un miembro del llamado Grupo de Excelencia de las mejores universidades de Europa. El Grupo de Excelencia cuenta con 56 miembros, que es un 1,3 por ciento de las cerca de 4.500 instituciones de enseñanza superior europeas.[2]
- La Universidad de Groninga pertenece a las 100 mejores universidades de investigación de ámbito global en el mundo.[3]
- La Universidad de Groninga ocupa a nivel mundial la posición 120 del QS World University Rankings.[4]
- La Universidad de Groninga ocupa la posición conjunta 101 de todo el mundo en el catálogo Academic Ranking of World Universities (ARWU). ARWU es un índice mundial de las mejores 500 universidades, publicado anualmente por la Shanghai Jiao Tong University.
- La Universidad se clasificó la número 59 en el mundo según la clasificación Global University Ranking en 2009.[5]
- La Universidad de Groninga ocupa la posición número 36 en el ranking europeo Webometrics.[6]

## Historia
La fundación de la Universidad en 1614, a partir de un colegio de educación superior allí existente, fue una iniciativa tomada por la Asamblea Regional de la ciudad de Groninga y los Ommelanden, sus alrededores. Había cuatro facultades: Teología, Derecho, Medicina y Filosofía. Los primeros 75 años de su existencia fueron muy fructíferos para la Universidad con cerca de 100 estudiantes que se matriculaban cada año. Casi la mitad de los estudiantes y profesores llegaban desde fuera de Holanda. El primer rector magnífico, Ubbo Emmius, procedía de Frisia oriental, actualmente en la Alemania moderna, pero al mismo tiempo, ya existía una estrecha relación de la Universidad con la ciudad y región circundante.
El desarrollo de la Universidad llegó a un punto muerto a finales del siglo XVII y durante el siglo XVIII debido a diferencias teológicas de opinión, una relación difícil con la Asamblea Regional y otros problemas políticos como el asedio de la ciudad por Bernhard von Galen, "Bommen Berend", en 1672.  Durante este período, un promedio de 200 a 300 estudiantes estaban inscritos en la Universidad. Petrus Camper fue, sin embargo, un ejemplo de brillante académico durante la segunda mitad del siglo XVIII y era famoso mucho más allá de los límites de la ciudad como anatomista, luchador contra la peste bovina y fundador de la primera clínica ambulatoria de medicina quirúrgica.
Las oportunidades y las amenazas se alternaron repetidas veces durante el siglo XIX. En 1815, al mismo tiempo que Leiden y Utrecht, la Universidad obtuvo el reconocimiento como universidad nacional de educación superior, pero esto fue seguido por discusiones sobre su cierre. La situación mejoró notablemente cuando el nuevo edificio principal de la universidad, el Academiegebouw, fue construido en 1850, un edificio que fue financiado en gran parte por el pueblo de Groninga. Esto hizo que el incendio que destruyó por completo este edificio en 1906 fuese aún más conmovedor.
Mientras tanto, la Ley de Educación Superior de 1876 mejoró radicalmente la posición de la Universidad, que pasó a llamarse "Rijksuniversiteit Groningen" (RUG). La enseñanza ya se llevaba a cabo en neerlandés, así como en latín, y la Universidad adquirió su tarea de investigación, junto a su tarea educativa. Esto sentó las bases para la investigación universitaria actual.
La Universidad de Groninga siguió desarrollándose a buen ritmo durante las primeras décadas del siglo XX. El número de facultades y cursos creció de forma sostenida, mientras que el número de estudiantes mostró un crecimiento explosivo. Cuando la Universidad celebró su primeros 300 años en 1914 había ya 611 alumnos matriculados, que habían llegado a 1000 en 1924. Después de un cierre temporal durante la Gran Depresión, y en particular durante la Segunda Guerra Mundial, el número de estudiantes creció rápidamente desde 1945 hasta alcanzar las 20.000 en 1994. En la actualidad hay cerca de 27.000 estudiantes matriculados en la Universidad de Groninga con un número de estudiantes extranjeros de nuevo en crecimiento constante y, siguiendo la tradición establecida por el primer rector magnífico, el número de estudiantes y de investigadores alemanes ha crecido fuertemente en los últimos años.

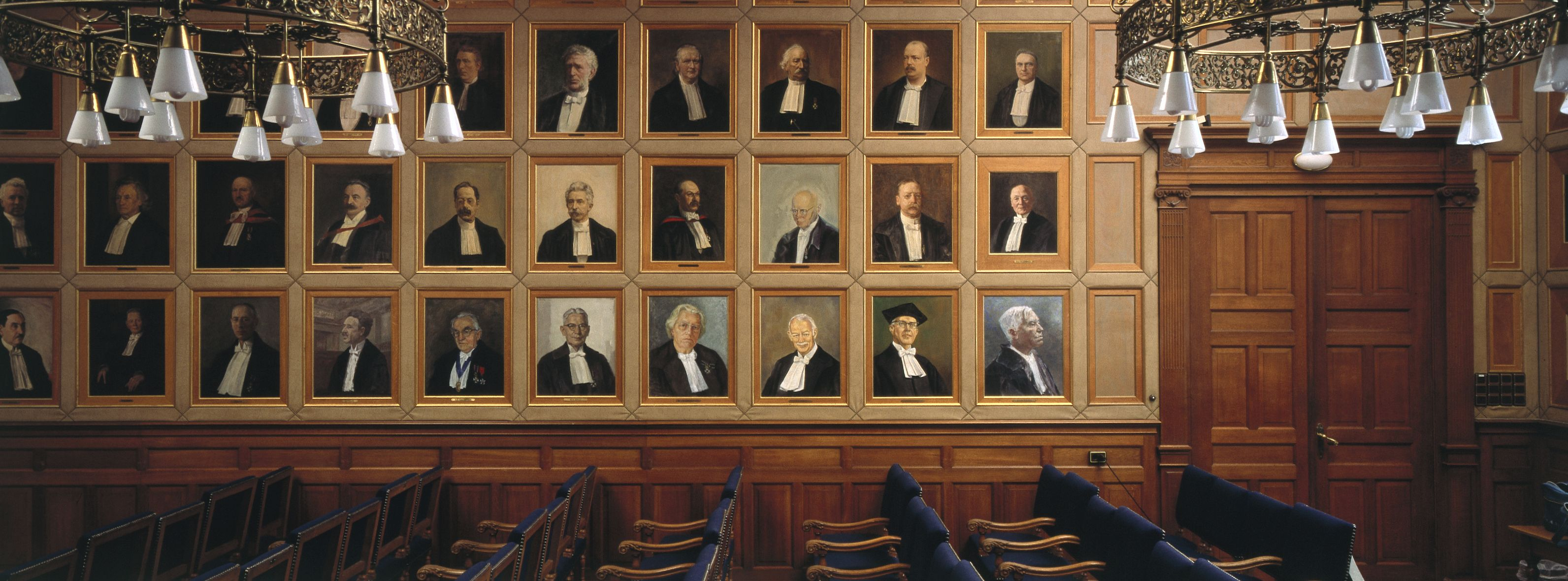
Senaatszaal en el Edificio de la Academia

## Facultades
| Ciencias Económicas y Empresariales    | Sitio web |
| Artes                                  | Sitio web |
| Derecho                                | Sitio web |
| Teología y Estudios religiosos         | Sitio web |
| Filosofía                              | Sitio web |
| Ciencias Sociales y del Comportamiento | Sitio web |
| Ciencias médicas                       | Sitio web |
| Matemáticas y Ciencias Naturales       | Sitio web |
| Ciencias del espacio                   | Sitio web |

## Alumnos notables
Han sido alumnos destacados:
- Johann Heinrich Alting,  teólogo

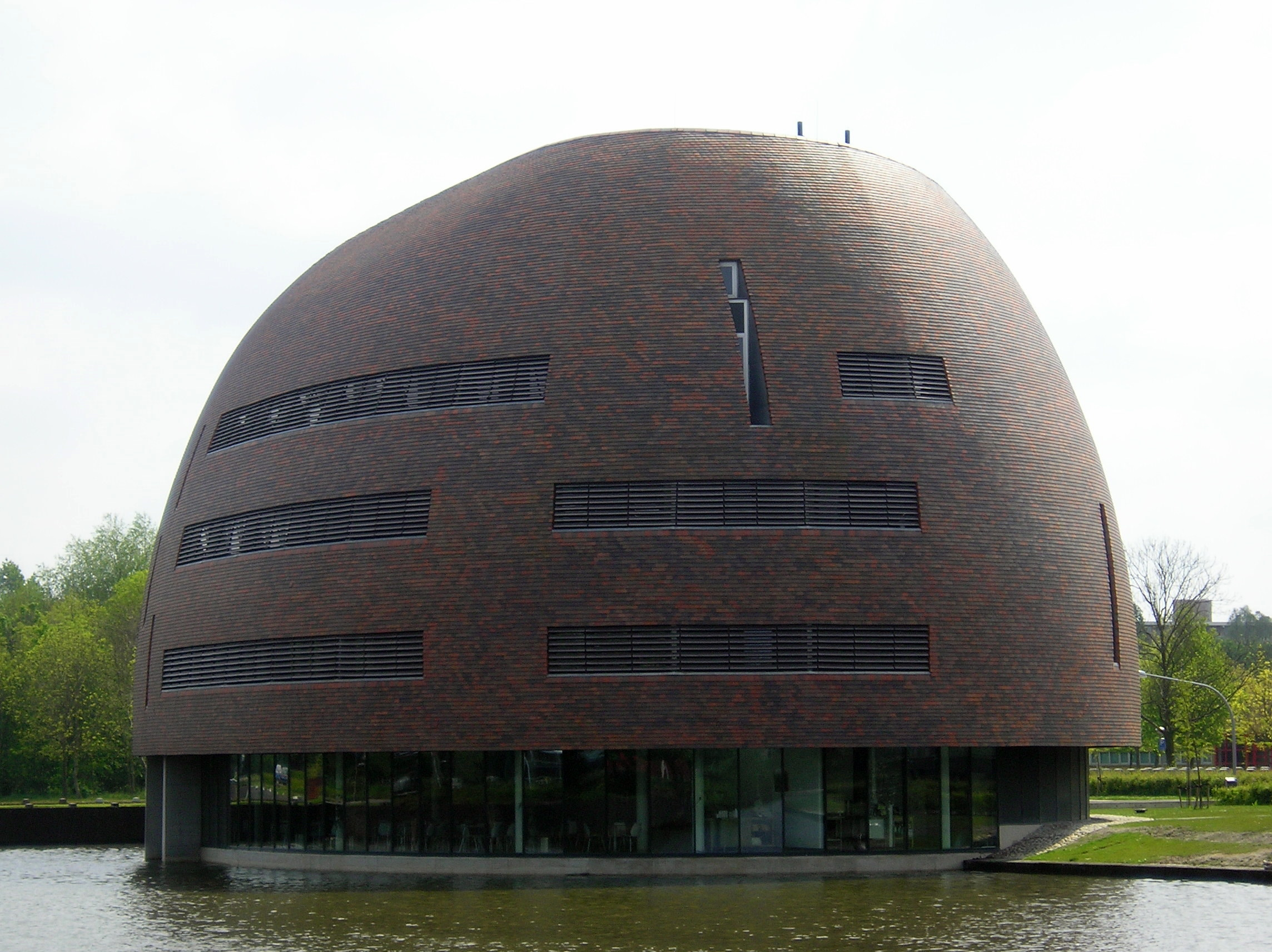
Zernikeborg

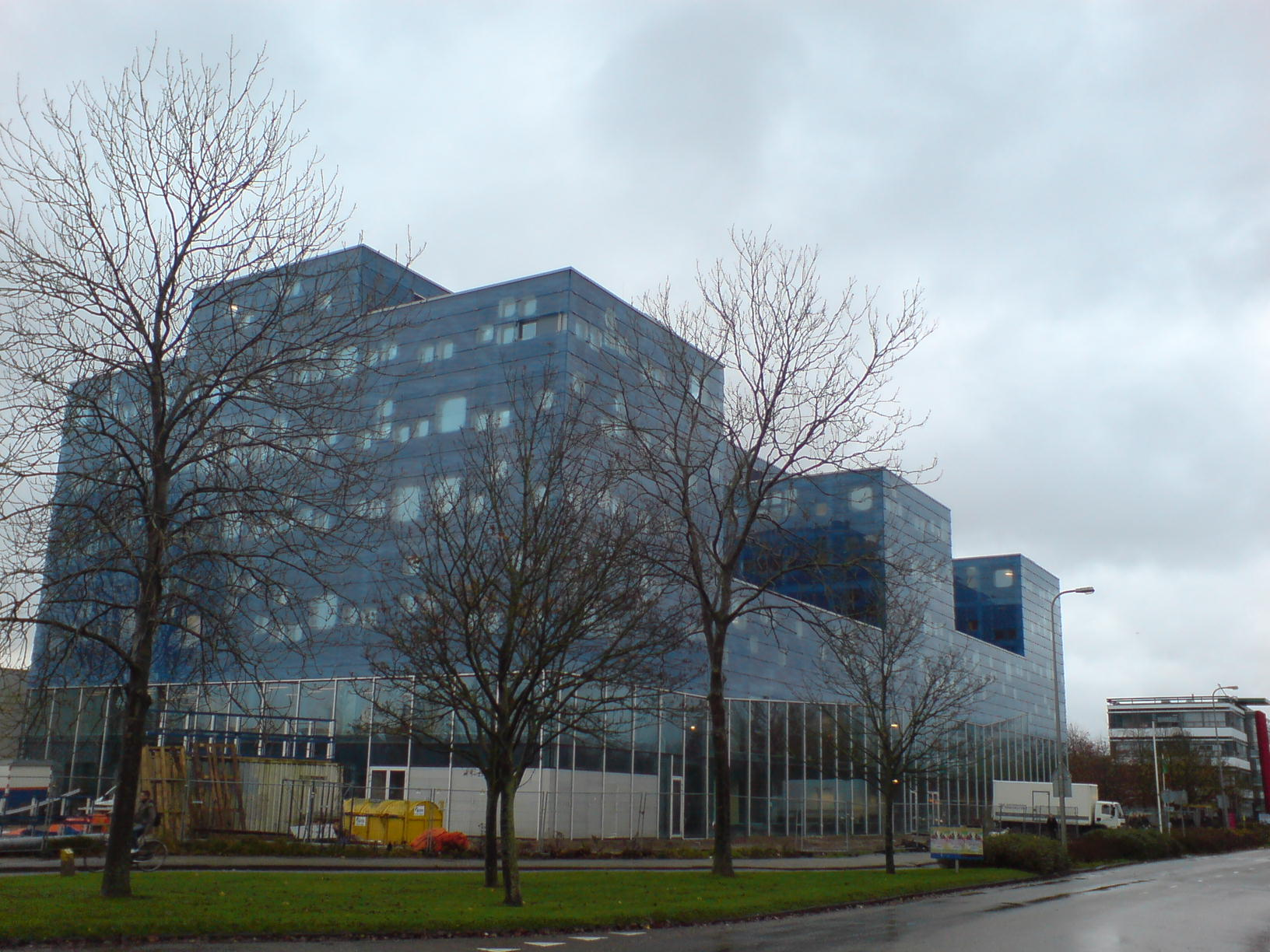
Bernoulliborg

- Gerbrand Bakker, médico de principios del siglo XIX
- Johan van Benthem, informático
- Johann Bernoulli, matemático
- Bart Bok, astrónomo
- Clemens von Bönninghausen, abogado, botánico, médico homeópata
- James Burnett
- Job Cohen, exalcalde de Ámsterdam
- Wim Duisenberg, el primer presidente del Banco Central Europeo de Frankfurt estudió aquí y obtuvo su doctorado en economía del desarme
- Ubbo Emmius, fundador de la Universidad
- Pim Fortuyn,  profesor, después político (murió asesinado)
- Willem Frederik Hermans, profesor y escritor
- Gerardus Heymans,  filósofo y psicólogo
- Pieter Hofstede Crull, jurista, fiscal general y gobernador interino de Suriname
- Johan Huizinga, historiador
- Aletta Jacobs,  la primera mujer en los Países Bajos en recibir un título de MD
- Jaap Kunst, etnomusicólogo (estudió Derecho)
- George Malliaras, profesor de Ciencia de Materiales, Universidad de Cornell
- Evangelos Manias, profesor de Ciencia de los Materiales e Ingeniería, Universidad Estatal de Pensilvania
- Wubbo Ockels, primer astronauta neerlandés, recibió un doctorado en física y matemáticas, 1973
- Heike Kamerlingh Onnes, recibió el Premio Nobel de Física por sus experimentos sobre las propiedades de la materia a bajas temperaturas, lo que hizo posible, entre otras cosas, la producción de helio líquido
- Jan Oort, astrónomo
- Maurits van Oranje Nassau
- Joost Platje, Profesor de Economía, Universidad de Oxford
- Johannes Jacobus Poortman, filósofo, psicólogo
- Willem de Sitter, astrónomo
- Henk G. Sol, profesor de ingeniería de la empresa y las TIC
- Dirk Stikker, secretario general de la OTAN
- Pieter Jelles Troelstra, abogado, político
- Henk te Velde, profesor de historia de Holanda en la Universidad de Leiden
- Hans van Abeelen, primer genetista neerlandés
- Wietse Venema, programador y físico
- Jacques Wallage, exalcalde de Groninga
- Paramanga Ernest Yonli, primer ministro de Burkina Faso (2000-2007), estudió Economía
- Frits Zernike, profesor de la física teórica, se recibió el Premio Nobel de Física por su invento de la fase  microscopio de contraste de fase óptica en 1953
- Frits Zernike, profesor de física teórica, recibió el Premio Nobel de Física en 1953 por su invento del microscopio de contraste de fase óptica
- Peter Hofstee, profesor de física teórica, unido a IBM en 1996, actualmente el principal arquitecto del Synergistic Processor Element (SPE) del microprocesador celular
- Epke Zonderland, gimnasta y medalla de oro en la prueba de barra fija en los Juegos Olímpicos de Londres 2012